# Intel Quark
Intel Quark — серія енергоощадних процесорів компанії Intel, представлена на виставці IDF13 у Сан-Франциско. Перший зразок отримав назву «X1000». Це одноядерний  процесор побудований за схемою SoC, відтворений за 32 нм техпроцесом, працює на частоті 400 МГц. Розмір кристалу 15х15 мм, максимальна потужність 2,2 Вт. Вбудована SRAM пам'ять 512Кб, об'єм кеш-пам'яті —16 KB. Контролер оперативної пам'яті підтримує стандарт DDR3-800, максимальний об'єм адресованої пам'яті становить 2 Гб, максимальна швидкість шини пам'яті 1,6 ГБ/с, також підтримується ECC. Має контролери багатьох інтерфейсів: PCIe 2.0, SPI, I²C, Fast Ethernet, USB 2.0, SDIO, GPIO, UART тощо. Не підтримує більшість фірмових технологій Intel (Intel® Turbo Boost, Intel® Hyper-Threading та інші). Intel позиціонувала Quark як процесор для вбудованих систем.
На початку 2014 року представлений комп'ютер Intel Edison на базі процесору Intel Quark розміром з карту пам'яті SD. Процесор, що є основою Intel Edison, є другим представником даної серії, він відтворений за 22 нм техпроцесом та має 2 ядра.
У січні 2019 року Intel оголосила про закінчення життєвого циклу процесорів Quark. Замовлення приймалися до липня 2019 року, а останні партії мікросхем буде поставлено у липні 2022 року.

## Помилка у реалізації процесора
Системи на чипі Intel Quark X1000 мають помилку №71538 яка, цитуючи Intel, «за деяких обставин» (англ. under specific circumstances) призводить до помилки сегментації процесора. Як обхід проблеми Intel запропонувала усунути інструкцію LOCK з усіх програм, які запускатимуться на Quark, шляхом їх перекомпіляції. Перекомпіляцію порівняно легко здійснити у дистрибутивах типу Yocto Linux, але запуск звичайних програм і ОС для x86 (у яких інструкція LOCK зустрічається доволі часто, бо є однією з фундаментальних операцій при створенні багатопотокових програм) є ризикованим через можливість їхнього краху.